# بتل بردز
بتل بردز (انگلیسی: Battle Birds) مجله ای بود که در پایان سال ۱۹۳۲ منتشر شد و به سرعت به نشریه ای محبوب برای کودکان تبدیل گردید و خوانندگان جوان را با داستان‌های هیجان انگیز و تصاویر پر جنب و جوش خود مجذوب خود کرد. این مجله که عمدتاً پسران را هدف قرار می‌داد، بر ماجراجویی، قهرمانی و دنیای هیجان انگیز هوانوردی متمرکز بود که در اوایل قرن بیستم مورد توجه فزاینده ای قرار داشت.

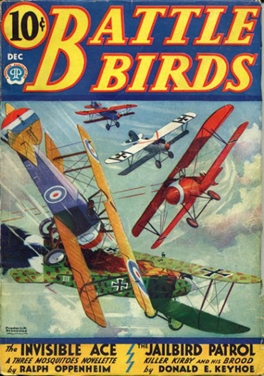
جلد شماره اول؛ نقاشی توسط فردریک بلیکزلی

این مجله محتویات مختلفی از جمله داستان‌های سریالی، کمیک استریپ‌ها و مقالاتی دربارهٔ هوانوردان واقعی ارائه می‌کرد. هر شماره مملو از داستان‌های خلبانان شجاعی بود که در آسمان پرواز می‌کردند، درگیر درگیری‌های هوایی می‌شدند و مأموریت‌های جسورانه را آغاز می‌کردند. داستان‌ها اغلب مضامین شجاعت، دوستی و اهمیت کار گروهی را برجسته می‌کردند و با روحیه ماجراجویانه مخاطبان جوان خود طنین‌انداز می‌شدند.
یکی از ویژگی‌های برجسته «بتل بردز» آثار هنری خیره کننده آن بود. این مجله از تصویرگران با استعدادی استفاده می‌کرد که با تصاویری پویا از هواپیما، خلبانان و نبردهای هوایی هیجان انگیز به داستان‌ها جان بخشیدند. این تصاویر نه تنها تخیل خوانندگان را به تسخیر خود درآوردند، بلکه نمایشی بصری از هیجان و خطر مرتبط با پرواز را نیز ارائه می‌کردند. جلدهای رنگارنگ غالباً خلبانان قهرمان را در حال پرواز به تصویر می‌کشیدند و کودکان را وسوسه می‌کردند که در صفحات درون آن وارد شوند.